# Spannzeug
Ein Spannzeug sind Spannmittel zum Sichern und Herstellen einer kraftschlüssigen Verbindung zwischen einer Maschine und einem Werkstück (Schraubstock oder Drehfutter), einem Werkzeug (beispielsweise Bohrfutter), einer Werkzeugmaschine oder einer Materialprobe (Materialprüfung, Werkstoffprüfung insbesondere für Zugversuche).

## Bauformen
Man unterscheidet gemäß der Bauart zwischen Scherenspannzeugen, Keilspannzeugen und Schraubspannköpfen.
Scherenspann- und Keilspannzeuge sind üblicherweise konstruktiv durch geeignete Abmessungen selbsthemmend ausgeführt.

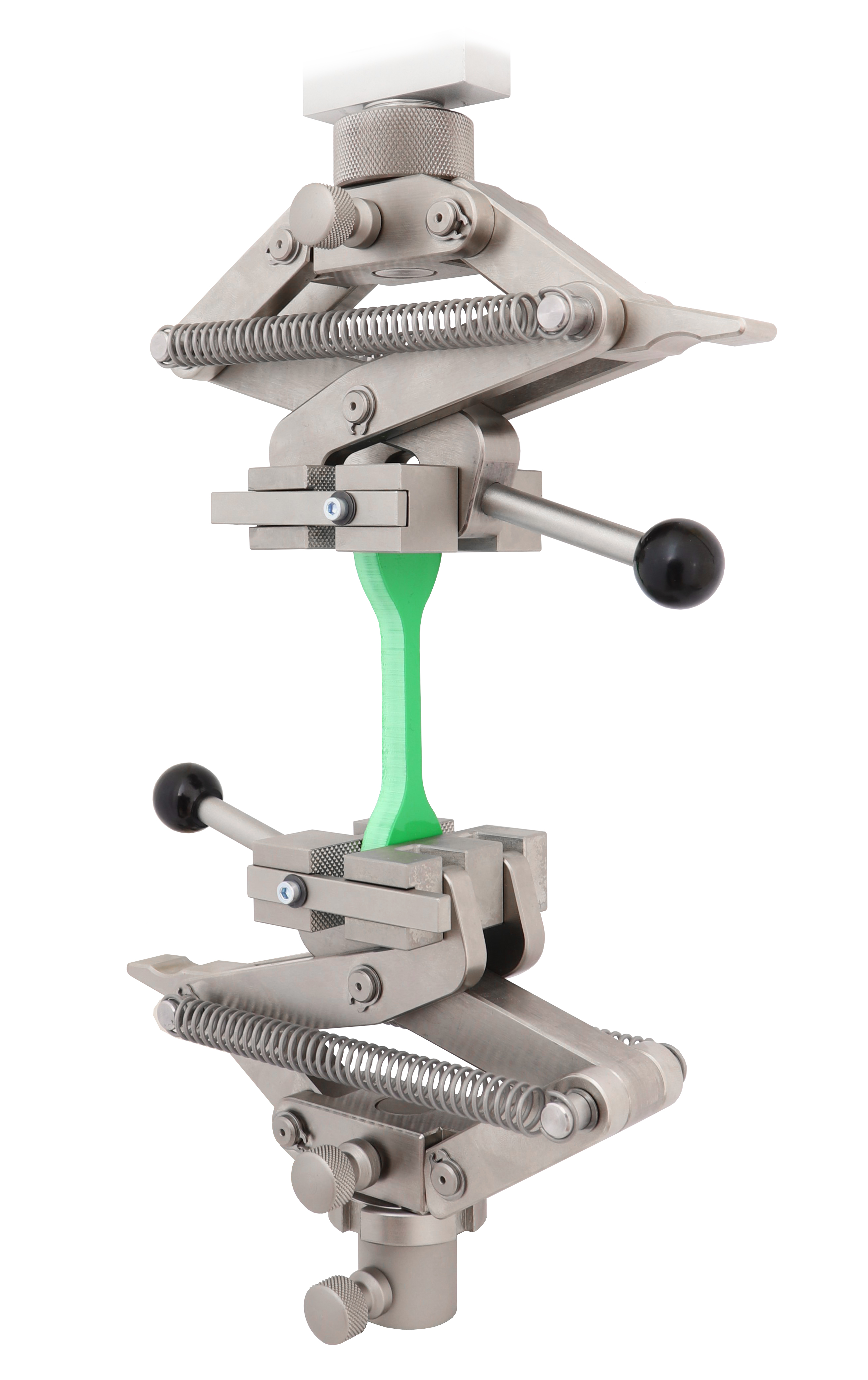
Selbstspannendes Scherenspannzeug 50 kN mit Federvorspannung
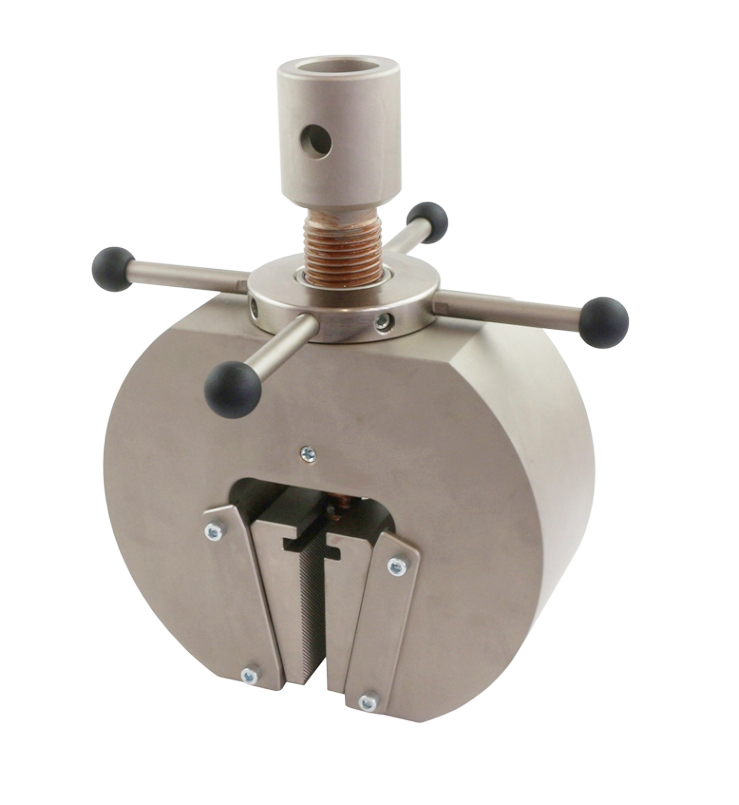
Keilspannzeug ohne die Backenverschiebung beim Spannvorgang, 50 kN Spannkraft
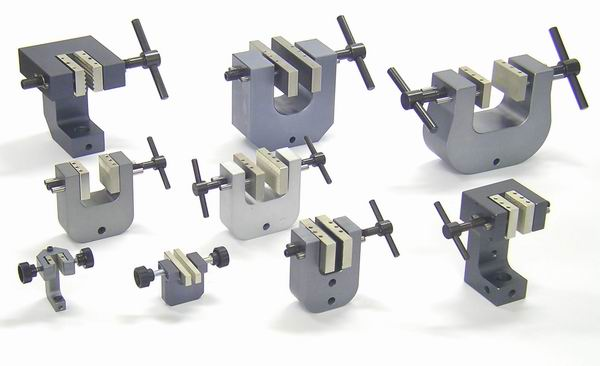
diverse Schraubspannköpfe, aus dem Programm eines deutschen Herstellers

Weitere Bauformen sind: exzentrische Rollenspannzeuge, Gewindeproben- und Schulterproben-Spannzeuge sowie Seilspannzeuge.

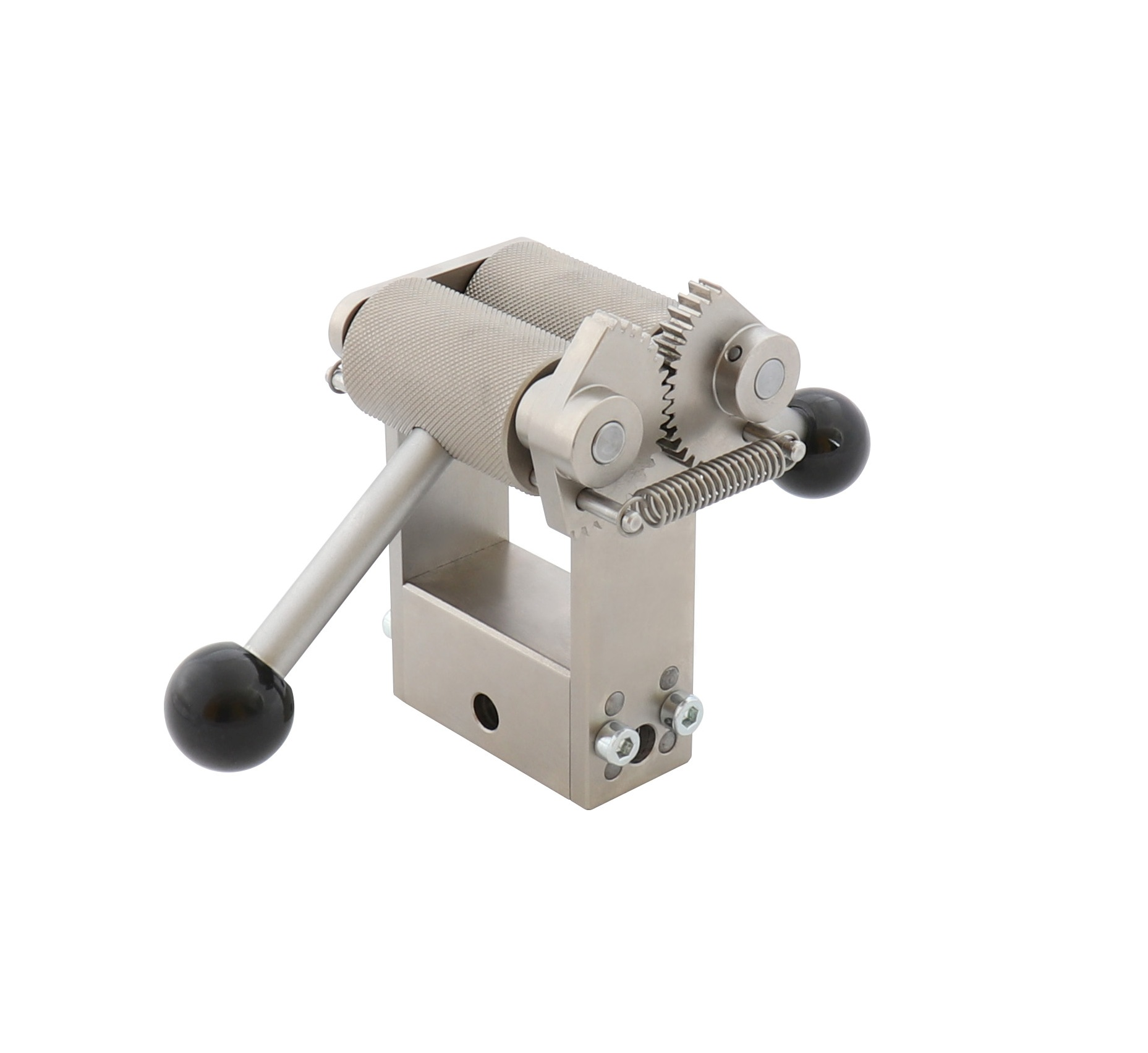
symmetrisches Rollenspannzeug, selbstspannend und selbstausrichtend
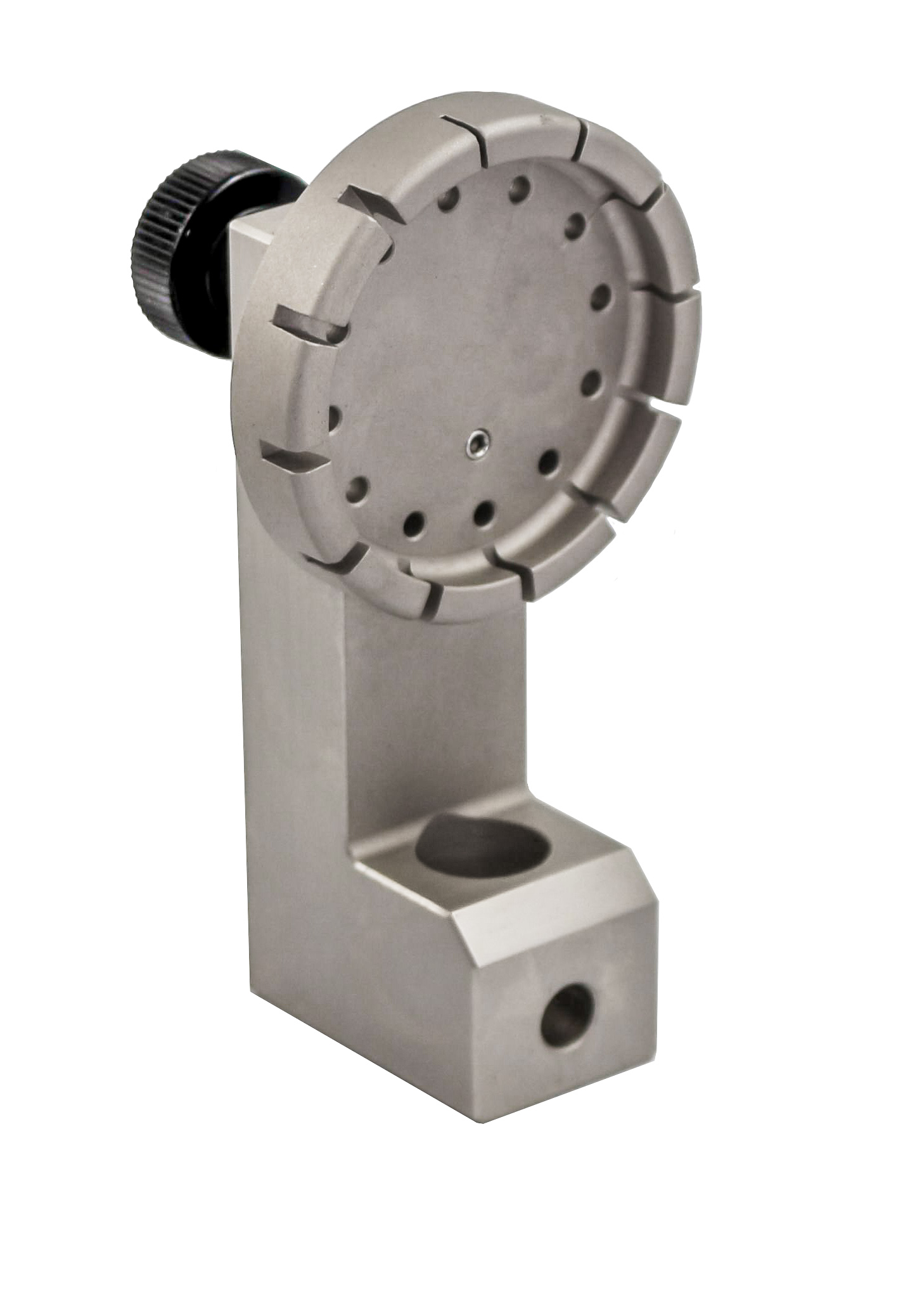
mehrfach Schulterprobenspannzeug für schnellere Serienprüfung
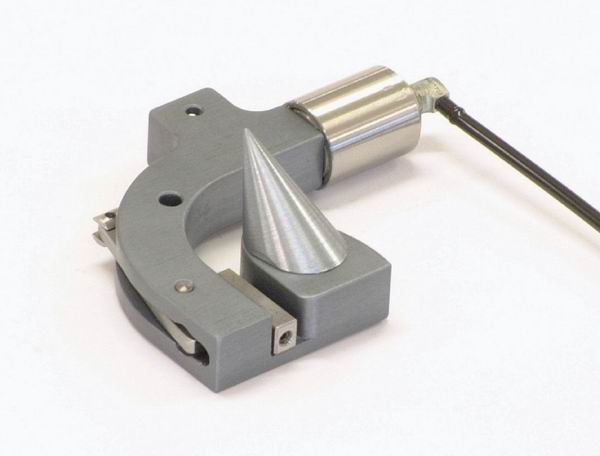
kleines Seilspannzeug 200 N zur Prüfung feinster Litzen
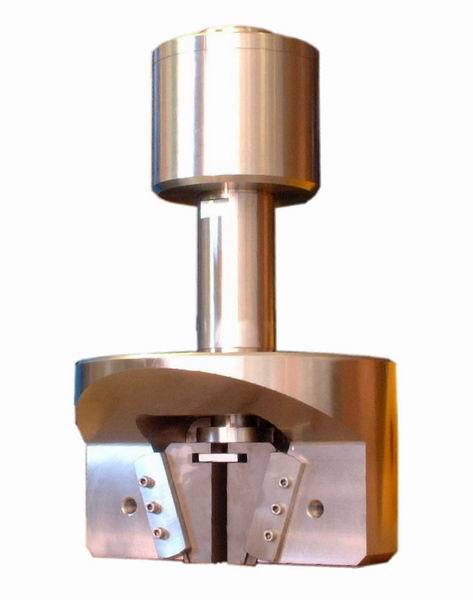
kompaktes Spannzeug für extreme Temperaturen in Klimakammern

Die Spannkraft wird bei mechanischen Spannzeugen über Hebel, Exzenter, Keile oder Gewindespindeln auf die Spannbacken aufgebracht. Darüber hinaus gibt es pneumatische und hydraulische Spannzeuge, welche besonders schnelle Spannvorgänge und/oder sehr hohe Spannkräfte ermöglichen.

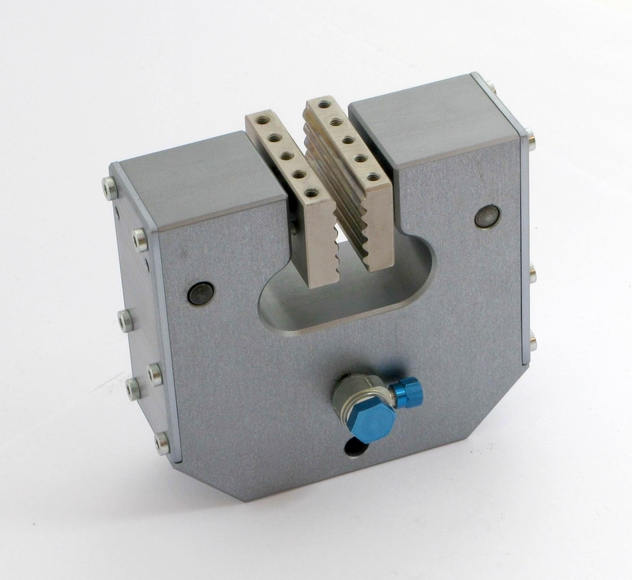
pneumatisches Spannzeug, symmetrisch, Spannkraft 2,4 kN
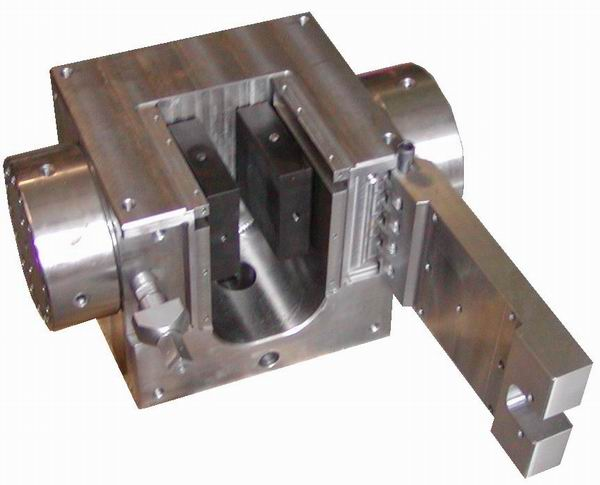
schweres Hydraulikspannzeug, Spannkraft 700 kN
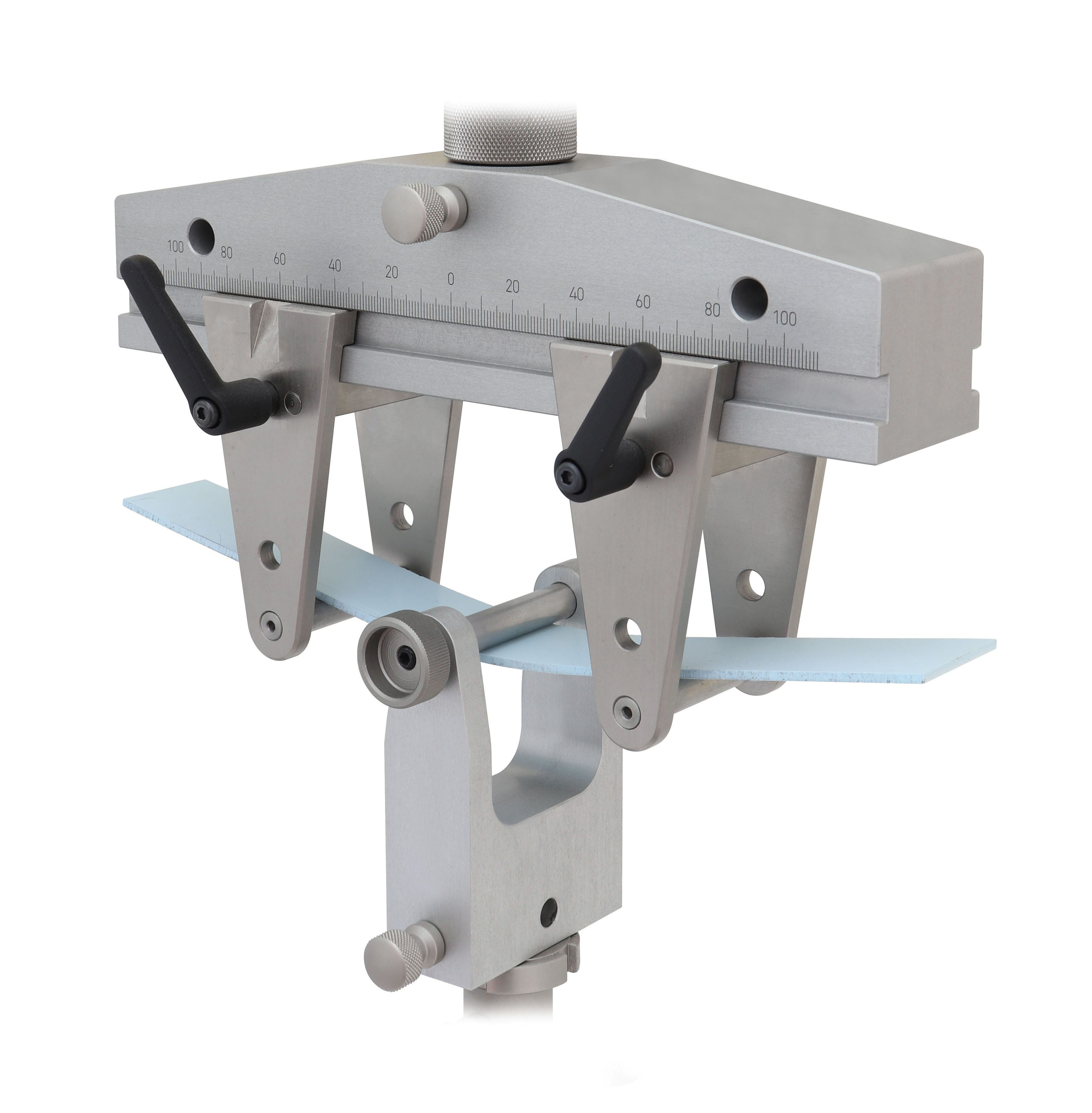
Biegevorrichtung zum Einsatz in Universalprüfmaschinen
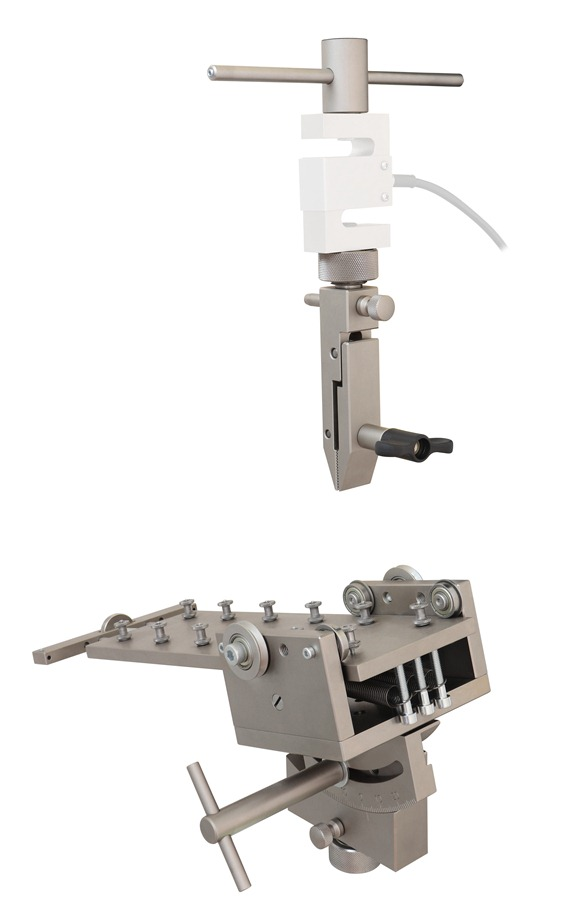
Vorrichtung zum Messen der Abzugskraft von Klebebänder, bis 70 °C, max. 10 kN

## Anforderung
Ein hochwertiges Spannzeug darf das eingespannte Teil nicht verformen oder beschädigen, muss aber eine Verbindung garantieren, welche zuverlässig herzustellen und auch wieder zu lösen ist. Gerade bei der Erstellung eines Kraft-Weg-Diagramms hätte Schlupf im Spannzeug eine fehlerhafte Aufzeichnung des Weges und damit inakzeptable Fehler in der Messung zur Folge. Ungeeignete Befestigungen der Materialprobe, welche die Probe beschädigen, setzen die Bruchlast herab und machen Messungen wertlos.
Spezialisierte Hersteller bieten eine enorme Bandbreite erprobter Spannzeuge zum Einsatz auf beliebigen Universalprüfmaschinen und entwickeln zeitnah weitere Spezialvorrichtungen zur Erfüllung kundenspezifischer Wünsche.
Zahllose internationale und nationale Normen betreffen Prüftechnik und vorgeschriebene Vorrichtungen zur Messung, hier nur einige Beispiele:
- EN ISO 75: Kunststoffe – Bestimmung der Wärmeformbeständigkeitstemperatur
- EN ISO 604: Kunststoffe – Bestimmung von Druckeigenschaften
- EN ISO 6892: Metallische Werkstoffe – Zugversuch (ehemals EN 10002)
- EN ISO 13934: Textilien – Zugeigenschaften von textilen Flächengebilden
- EN ISO 14126: Faserverstärkte Kunststoffe – Bestimmung der Druckeigenschaften in der Laminatebene
- EN ISO 20482: Metallische Werkstoffe – Bleche und Bänder – Tiefungsversuch nach Erichsen
- DIN 52186: Prüfung von Holz; Biegeversuch
- DIN 53121: Prüfung von Papier, Karton und Pappe – Bestimmung der Biegesteifigkeit nach der Balkenmethode
- DIN 53292: Prüfung von Kernverbunden; Zugversuch senkrecht zur Deckschichtebene
- DIN 55437: Prüfung, Karton, Papier, Pappe
- ISO 3303: Gummi- oder kunststoffbeschichtete Gewebe; Bestimmung der Berstfestigkeit